# Saint-Julien-près-Bort
Saint-Julien-près-Bort (en occitano Sent Julian de Bòrt) era una comuna francesa situada en el departamento de Corrèze, de la región de Nueva Aquitania, que el 1 de enero de 2017 pasó a ser una comuna delegada de la comuna nueva de Sarroux-Saint-Julien al fusionarse con la comuna de Sarroux.

## Demografía
| Gráfica de evolución demográfica de Saint-Julien-près-Bort entre 1800 y 2014 |
|                                                                              |

Los datos demográficos contemplados en este gráfico de la comuna de Saint-Julien-près-Bort se han cogido de 1800 a 1999 de la página francesa EHESS/Cassini, y los demás datos de la página del INSEE.